# Bertrand Poirier de Beauvais
Bertrand Poirier de Beauvais, né à Richelieu le 19 novembre 1750 et mort à Chinon le 3 avril 1826, est un magistrat français et un officier vendéen.

## Biographie
Bertrand Poirier de Beauvais est le fils de  Bertrand Poirier, seigneur de Beauvais, avocat en parlement, conseiller du Roi, assesseur en la maréchaussée de Chinon, et de Marguerite Hippolyte Ragonneau. Il épouse Thérèse Pomponne Amiel, fille de Nicolas-Louis Amiel, conseiller du Roi, maître particulier des eaux et forêts, directeur des fourrages sur la frontière de Champagne, et de Marie-Poncette Vuitry. Elle se remariera avec Jean Baptiste Balthazard Augustin Amielh de Mérindol, receveur général des fermes à Bordeaux, originaire de Martigues.
Conseiller du roi en son Grand Conseil en 1777, il émigre en août 1791. Il est cependant renvoyé en France sur ordre des Princes afin de préparer une action politique qui cependant échoue. Accusé avec son père de correspondre avec Chrétien Guillaume de Lamoignon de Malesherbes, alors avocat du roi Louis XVI, il est arrêté. Bertrand est finalement relâché, en revanche son père est guillotiné.
Il se retire à Chinon où il apprend la victoire des Vendéens à la bataille de Saumur. Il rejoint alors l'Armée catholique et royale, il reste à Saumur même après le départ de l'armée et mène une reconnaissance jusqu'à Chinon.
Il devient ensuite officier dans l'artillerie de l'Armée catholique et royale d'Anjou et du Haut-Poitou, sous les ordres de Marigny. Il prend part à presque toutes les batailles de l'armée, se distingue au siège de Granville, participe à la Virée de Galerne, et mène le siège d'Angers en décembre 1793.
En décembre, à Ancenis, à la suite de la traversée du fleuve par le général en chef La Rochejaquelein, il est chargé par les Vendéens restés sur l'autre rive et sans nouvelle de reprendre contact avec lui. Poirier de Beauvais réussit à traverser le fleuve, mais en tombe malade.
Il finit par se rétablir et rejoint l'armée de Stofflet, qui a succédé à La Rochejaquelein, tué au combat. Poirier de Beauvais affronte les colonnes infernales puis en 1795, il prend part aux négociations de La Jaunaye mais refuse, tout comme Stofflet, de signer le traité et de reconnaître la République. Il est ensuite envoyé en Bretagne afin de représenter l'Anjou et Stofflet lors de négociations de la Mabilais le 31 mars 1795 entre les Républicains et les Chouans. Il refuse également de signer ce traité. Finalement, le 2 mai, Stofflet, sans moyens, se résout à signer. Poirier de Beauvais l'imite mais aussitôt après, gagne l'Angleterre.
Il est à Londres lorsque lui arrive sous la main un exemplaire des mémoires du général républicain Louis Marie Turreau. Scandalisé par les affirmations qu'il y lit, il rédige, de septembre 1796 à avril 1797, ses propres mémoires sur la guerre, publiées par la comtesse de La Bouëre.
En 1800, il est autorisé par Bonaparte à rentrer en France. Il se retire dans sa propriété à Chinon où il vit paisiblement jusqu'à sa mort en 1826.

## Sources
1. ↑  Biographie universelle ou, Dictionnaire historique, Volume 2, François-Xavier Feller, M. Pérennès (ed.), 1844
2. ↑  Vendéens et Républicains dans la guerre de Vendée, 1793-1796, Frédéric Augris, 1993

- Émile Gabory et Xavier du Boisrouvray (édition), Les Guerres de Vendée : la révolution et la Vendée. Napoléon et la Vendée. Les Bourbons et la Vendée. L'Angleterre et la Vendée, Paris, Robert Laffont, coll. « Bouquins », 2009, 1476 p. (ISBN 978-2-221-11309-7), p. 1440.